# سیدنی ویسی
سیدنی ویسی (انگلیسی: Sydney Wiese؛ زادهٔ ۱۶ ژوئن ۱۹۹۵) بازیکن بسکتبال اهل ایالات متحده آمریکا است.